# Angelica Bengtsson
Angelica Therese Bengtsson (Väckelsång, 8 luglio 1993) è un'astista svedese, detentrice dei record svedesi outdoor e indoor della specialità, rispettivamente con le misure di 4,80 m e 4,81 m, entrambi ottenuti nel 2019.

## Biografia
Nata da padre svedese e madre brasiliana, nel 2012 ha vinto il premio atleta europea emergente dell'anno.
Nella finale dei Campionati del mondo 2019, la Bengtsson ruppe l'asta durante il terzo tentativo a 4,80 m; ebbe però la possibilità di ripetere la prova, riuscendo a superare l'asticella, ottenendo così il nuovo record svedese ed il sesto posto nella competizione.

## Record nazionali
- Salto con l'asta: 4,80 m ( Doha, 29 settembre 2019)
- Salto con l'asta indoor: 4,81 m ( Clermont-Ferrand, 24 febbraio 2019)

## Progressione

### Salto con l'asta
| Stagione | Misura | Luogo      | Data      | Rank. Mond. |
| -------- | ------ | ---------- | --------- | ----------- |
| 2019     | 4,80 m | Doha       | 29-9-2019 | 6ª          |
| 2018     | 4,73 m | Karlstad   | 25-7-2018 |             |
| 2017     | 4,65 m | Stoccolma  | 18-6-2017 | 14ª         |
| 2016     | 4,65 m | Amsterdam  | 9-7-2016  | 18ª         |
| 2015     | 4,70 m | Pechino    | 26-8-2015 | 12ª         |
| 2014     | 4,50 m | Umeå       | 1-8-2014  | 22ª         |
| 2013     | 4,55 m | Tampere    | 13-7-2013 | 23ª         |
| 2012     | 4,58 m | Sollentuna | 5-7-2012  | 17ª         |
| 2011     | 4,57 m | Tallinn    | 23-7-2011 | 21ª         |
| 2010     | 4,47 m | Mosca      | 22-5-2010 | 26ª         |
| 2009     | 4,37 m | Växjö      | 16-8-2009 | 42ª         |
| 2008     | 4,12 m | Sollentuna | 12-9-2008 | 148ª        |
| 2007     | 3,90 m | Halmstad   | 15-7-2007 |             |
| 2006     | 3,40 m | Villstad   | 2-9-2006  |             |

### Salto con l'asta indoor
| Stagione | Misura | Luogo            | Data      | Rank. Mond. |
| -------- | ------ | ---------------- | --------- | ----------- |
| 2018/19  | 4,81 m | Clermont-Ferrand | 24-2-2019 |             |
| 2017/18  | 4,50 m | Birmingham       | 3-3-2018  | 30ª         |
| 2016/17  | 4,60 m | Växjö            | 25-2-2017 | 14ª         |
| 2015/16  | 4,66 m | Växjö            | 13-2-2016 | 14ª         |
| 2014/15  | 4,70 m | Praga            | 8-3-2015  | 8ª          |
| 2013/14  | 4,62 m | Nizza            | 8-2-2014  | 14ª         |
| 2012/13  | 4,46 m | Göteborg         | 1-3-2013  | 21ª         |
| 2010/11  | 4,63 m | Stoccolma        | 22-2-2011 | 9ª          |
| 2009/10  | 4,30 m | Stoccolma        | 27-2-2010 | 54ª         |
| 2008/09  | 4,22 m | Borås            | 8-3-2009  | 54ª         |

## Palmarès
| Anno | Manifestazione      | Sede           | Evento           | Risultato | Prestazione | Note                                     |
| ---- | ------------------- | -------------- | ---------------- | --------- | ----------- | ---------------------------------------- |
| 2009 | Mondiali allievi    | Bressanone     | Salto con l'asta | Oro       | 4,32 m      |                                          |
| 2010 | Mondiali juniores   | Moncton        | Salto con l'asta | Oro       | 4,25 m      |                                          |
| 2010 | Olimpiadi giovanili | Singapore      | Salto con l'asta | Oro       | 4,30 m      |                                          |
| 2011 | Europei indoor      | Parigi         | Salto con l'asta | 12ª (q)   | 4,35 m      |                                          |
| 2011 | Europei juniores    | Tallinn        | Salto con l'asta | Oro       | 4,57 m      | Miglior prestazione personale            |
| 2012 | Europei             | Helsinki       | Salto con l'asta | 10ª       | 4,30 m      |                                          |
| 2012 | Mondiali juniores   | Barcellona     | Salto con l'asta | Oro       | 4,50 m      |                                          |
| 2012 | Giochi olimpici     | Londra         | Salto con l'asta | 19ª (q)   | 4,25 m      |                                          |
| 2013 | Europei indoor      | Göteborg       | Salto con l'asta | 9ª (q)    | 4,46 m      | Miglior prestazione personale stagionale |
| 2013 | Europei under 23    | Tampere        | Salto con l'asta | Bronzo    | 4,55 m      | Miglior prestazione personale stagionale |
| 2013 | Mondiali            | Mosca          | Salto con l'asta | 16ª (q)   | 4,45 m      |                                          |
| 2014 | Europei             | Zurigo         | Salto con l'asta | 5ª        | 4,45 m      |                                          |
| 2015 | Europei indoor      | Praga          | Salto con l'asta | Bronzo    | 4,70 m      | Record nazionale                         |
| 2015 | Europei under 23    | Tallinn        | Salto con l'asta | Oro       | 4,55 m      |                                          |
| 2015 | Mondiali            | Pechino        | Salto con l'asta | 4ª        | 4,70 m      | Record nazionale                         |
| 2016 | Europei             | Amsterdam      | Salto con l'asta | Bronzo    | 4,65 m      | Miglior prestazione personale stagionale |
| 2016 | Giochi olimpici     | Rio de Janeiro | Salto con l'asta | 14ª (q)   | 4,55 m      |                                          |
| 2017 | Europei indoor      | Belgrado       | Salto con l'asta | Bronzo    | 4,55 m      |                                          |
| 2017 | Mondiali            | Londra         | Salto con l'asta | 10ª       | 4,55 m      |                                          |
| 2018 | Mondiali indoor     | Birmingham     | Salto con l'asta | 11ª       | 4,50 m      | Miglior prestazione personale stagionale |
| 2018 | Europei             | Berlino        | Salto con l'asta | 6ª        | 4,65 m      |                                          |
| 2019 | Europei indoor      | Glasgow        | Salto con l'asta | 14ª (q)   | 4,40 m      |                                          |
| 2019 | Mondiali            | Doha           | Salto con l'asta | 6ª        | 4,80 m      | Record nazionale                         |
| 2021 | Giochi olimpici     | Tokyo          | Salto con l'asta | 13ª       | 4,50 m      |                                          |

## Riconoscimenti
- Atleta mondiale emergente dell'anno (2010)
- Atleta europea emergente dell'anno (2012)